# Entesa dels Catalans

Papereta de l'Entesa dels Catalans a les eleccions generals espanyoles de 1977

L'Entesa dels Catalans va ser la candidatura unitària per al Senat espanyol, promoguda per l'Assemblea de Catalunya i formada per les principals forces socialistes (PSC-PSOE), comunistes (PSUC) i nacionalistes d'esquerres (ERC), amb suport d'Estat Català (EC), FNC i independents, a les primeres eleccions generals després del franquisme el 15 de juny de 1977.

## Resultats
Va obtenir 12 senadors, essent la força més votada en les quatre circumscripcions de Catalunya en el Senat d'Espanya, i formaren grup propi compost pels senadors: 
- Per la circumscripció de Barcelona, Josep Benet i Morell, Francesc Candel Tortajada i Alexandre Cirici i Pellicer per elecció.
- Per la circumscripció de Tarragona, Josep Subirats i Piñana, Josep Antoni Baixeras i Sastre i Carles Martí Massagué
- Per la circumscripció de Girona, Pere Portabella i Ràfols, Jaume Sobrequés i Callicó i Salvador Sunyer i Aymerich
- Per la circumscripció de Lleida, Felip Solé i Sabarís, Rossend Audet Puncernau, Josep Ball i Armengol.

Els dos senadors escollits per la coalició Democràcia i Catalunya (formada per Convergència Democràtica, Esquerra Democràtica i Unió Democràtica) també es van integrar en el Grup Parlamentari de l'Entesa dels Catalans. Es tracta de Francesc Ferrer i Gironès (Girona) i Maria Rubiés i Garrofé (Lleida).
El mateix va fer el senador Lluís Maria Xirinacs, que es presenta com independent i va ser el quart més votat a la circumscripció de Barcelona.
El Senat també va comptar aquesta legislatura constituent amb 41 senadors per designació de Rei Joan Carles. Tres d'ells es van integrar també en el Grup Parlamentari de l'Entesa dels Catalans: Martí de Riquer i Morera (des d'agost de 1978), Josep Maria Socias i Humbert (des d'agost de 1977) i Maurici Serrahima i Bofill (des del començament, juliol de 1977).
El Grup de l'Entesa dels Catalans va arribar a tenir 18 senadors, però aquesta xifra es va reduir a 16 el mes de setembre de 1978 quan Rossend Audet (que militava a ERC) i Lluís Maria Xirinacs van incorporar-se al Grup Mixt.

## Fi de la unitat
A les eleccions generals espanyoles de 1979 s'intentà mantenir l'aliança però l'acord no va prosperar. El PSC i ERC van crear la Nova Entesa que resultà vencedora amb 10 senadors electes i el PSUC i el PTE van impulsar la candidatura Per l'Entesa que només va obtenir un escó i va revalidar la representació de Josep Benet.